# アッシュランド大学
アッシュランド大学（英語: 、公用語表記: Ashland University）は、米国オハイオ州に本部を置くアメリカ合衆国の私立大学。1878年創立、1878年大学設置。

## 沿革
1878年創立のミッション系総合大学。

## 所在地
米国　オハイオ州アッシュランド市。アシュランドは低い犯罪率、フレンドリーな住民、アーミッシュの影響が感じられる雰囲気などから「善良な人々が集う世界本部」と呼ばれています。

## 学問分野
学生数は7000人ほど。ACCESS(Ashland University Center for English Studies
)の生徒数は平均わずか15人の少人数制です

## 評価
*中西部の中規模大学として、プリンストンレビューやU.S. News のランキングでは良い評価を受けている。
*U.S. News & World Reportによる世界大学ランキングTOP200にランクイン。
*本学学のカフェテリア（食堂）は、５年にわたって「the No.1 dining service in the nation」として全米大学食堂委員会より表彰されている。

## 組織
- Dwight Schar College of Education

- Dauch College of Business and Economics

- College of Arts and Sciences
- Dwight Schar College of Nursing & Health Sciences

- Cleveland Center

- Columbus Center

- Elyria Center

- Stark Center

- SW Center

- Seminary Center

- Access (Ashland University Center for English Studies)

## 対外関係[編集]

### 姉妹校
- 台湾
  - 国立台中教育大学
  - 国立屏東大学
  - 亜洲大学
  - 長庚科技大学

## 著名な卒業生
- アビィ・アハメド
- ダニエル・デッドワイラー
- チャールズ・クラフト
- ジェイコブ・サウスウィック